# Setkání u Broken Bow
Setkání u Broken Bow (v anglickém originále Broken Bow) je úvodní dvojdílná epizoda seriálu Star Trek: Enterprise. Jde o první a druhý díl první řady pátého seriálu ze světa Star Treku.

## Děj
Na Zemi, poblíž města Broken Bow v Oklahomě ztroskotá Klingon jménem Klaang, který je pronásledován dvěma Sulibany. Podaří se mu je zneškodnit, avšak je těžce zraněn farmářem, na jehož pozemku se nacházel. Vulkánci, kteří mají na Zemi v té době stále velký vliv, by nechali Klingona zemřít a poslali by domů pouze jeho tělo, aby se učinilo zadost klingonským tradicím. Do věci se však vkládá kapitán nové vesmírné lodi Enterprise (NX-01), Jonathan Archer, podle jehož názoru by lidstvo mohlo konečně opustit Zemi a dovézt Klaanga na jeho domovský svět na palubě Enterprise. Podaří se mu přesvědčit admirála Foresta, sestaví zbytek posádky, který ještě neměl vybraný, a spolu s „vědeckým pracovníkem“, Vulkánkou T'Pol, se vydávají na cestu ke klingonské domovské planetě Qo'noS.
Po cestě jsou však napadeni Sulibany, kteří Klaanga unesli. Kapitán se rozhodl, že ho dostanou zpět a podle toho, co ještě předtím Klingon říkal, se vydali na planetu Rigel X v planetárním systému Rigel. Potkali tam Sulibanku, která jim vysvětlila, že probíhá časová studená válka. Klaang nesl od této Sulibanky zprávu klingonské radě, že incident v jejich říši, který vypadal jako útok jedné frakce proti druhé, ve skutečnosti zapříčinili Sulibané (přesněji bojovníci Kabaly, kteří dostávají rozkazy z daleké budoucnosti), aby vyvolali chaos. Tato Sulibanka, která stojí na druhé straně v této válce, je jim se svými lidmi rozhodnuta pomoci, když zajistí dopravu. Tak se výsadek Enterprise stáhnul za těžkého sulibanského odporu (došlo k přestřelce a kapitán byl zraněn) z Rigelu a vyrazili za sulibanským plavidlem, které vyrazilo hned po přestřelce. Během kapitánova bezvědomí a pobytu na ošetřovně, velela lodi T'Pol, jež byla v té době po kapitánovi nejvyšším důstojníkem na palubě. Poté převzal velení lodi zase kapitán.
Nalezli, co hledali – obrovský shluk plavidel držící pohromadě díky magnetickým zámkům. Jednu loď se jim podařilo ukořistit a na ní se vydal kapitán a Trip do nepřátelského shluku. Zde se jim podařilo nalézt Klingona a dopravit ho na loď. Kapitán zde ale ještě zůstal a dostal se na chvíli do časové komory, kde Kabala komunikovala se svými veliteli z budoucnosti. Pak na chvíli depolarizoval magnetické pole, které drželo všechny lodě pohromadě, takže vyvolal zmatek a následně byl transportován na palubu (transportér se teď poprvé použil k přenosu člověka, jinak se používal pouze pro neživé věci). Lodi mezitím velela opět T'Pol.
Klaang byl vrácen domů a kapitán se ze svého počátečního odporu k vulkánské aroganci dopracoval k žádosti, aby T'Pol na jejich lodi zůstala, protože jim svými znalostmi velice pomohla. Vulkánka s tím souhlasila a poslala žádost vulkánskému vrchnímu velení. Enterprise začala svou misi prozkoumávání vesmíru.